# Constantin I Ducas

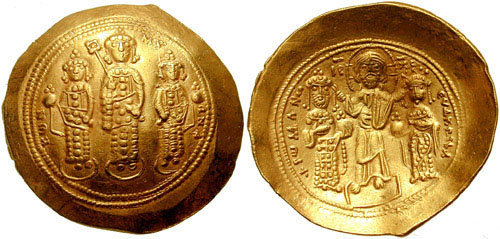

Constantin I Ducas (mai corect ar fi Constanțiu) (în greacă: Κωνστάντιος Δούκας, 1060–1082) a fost fiul cel mai mic al împăratului Constantin al X-lea Ducas și al Evdochiei Makrembolitissa. Încoronat îndată după naștere de tatăl său, apare ca împărat asociat în timpul regenței Evdochiei și al domniei lui Roman Diogenes. Poziția sa în timpul domniei lui Mihail al VII-lea Ducas nu este foarte clară; a fost împărat asociat, dar locul său în ierarhie a fost preluat de fiul lui Mihail, Constantin al II-lea Ducas care devine succesorul desemnat. Totuși, în fața răscoalei lui Nicefor al III-lea Botaneiates, Mihail al VII-lea se gândește să-l propună pe Constantin I Ducas ca împărat în locul său. Acesta refuză și chiar mai mult decât atât, în jurul intrării lui Botaniates în capitală, trece împreună cu Alexie Comnenul de partea lui. Își păstrează o vreme o poziție bună la curtea noului împărat, iar în primăvara lui 1079 e trimis, împotriva turcilor selgiucizi. Constantin provoacă însă o rebeliune, e proclamat împărat de o parte de oșteni. Revolta eșuează, iar el e călugărit și exilat într o insulă. Revine la curte în vremea lui Alexios I Comnen, dar moare curând (18 octombrie 1082) într o ciocnire cu normanzii, la Dyrrachium.